# Ciakar (Cipaku)
Ciakar is een bestuurslaag in het regentschap Ciamis van de provincie West-Java, Indonesië. Ciakar telt 3989 inwoners (volkstelling 2010).